# Siebenbrunn (przystanek kolejowy)
Siebenbrunn (niem: Bahnhof Siebenbrunn) – przystanek kolejowy (dawna stacja) w Markneukirchen, w kraju związkowym Saksonia, w regionie Vogtland, w Niemczech. Znajduje się na linii Chemnitz – Adorf. Położony jest w dzielnicy Siebenbrunn.
Według klasyfikacji Deutsche Bahn ma kategorię 6.

## Linie kolejowe
- Chemnitz – Adorf
- Siebenbrunn – Erlbach - dawna linia